# 캠핑클럽
《캠핑클럽》은 JTBC에서 방영되었던 예능 프로그램이며, 음악 그룹 핑클의 완전체이자 4명의 멤버(이효리, 옥주현, 이진, 성유리)가 여행과 관찰을 통해 결합하는 리얼리티 텔레비전 프로그램이다.

## 기획 의도
데뷔 21주년을 맞은, 1세대 아이돌 핑클. 그녀들의 특별한 캠핑이 시작된다.

## 방송 시간
| 방송 채널 | 방송 기간                         | 방송 시간                   | 비고  |
| --------- | --------------------------------- | --------------------------- | ----- |
| JTBC      | 2019년 7월 14일 ~ 2019년 9월 29일 | 매주 일요일 밤 9:00 ~ 10:50 | [ 1 ] |

## 에피소드 목록

### 본회차
| 회차          | 방송일          | 일정                                            | 여행 장소                                       | 경로                                            | 비고   |
| ------------- | --------------- | ----------------------------------------------- | ----------------------------------------------- | ----------------------------------------------- | ------ |
| 1회           | 2019년 7월 14일 | 1일차                                           | 공주역 → 용담섬바위                             |                                                 |        |
| 2회           | 7월 21일        | 2일차                                           | 용담섬바위 → 화랑의 언덕                        |                                                 |        |
| 3회           | 7월 28일        | 2일차                                           | 화랑의 언덕 → 경주 시내 투어                    | 빈칸                                            | [ 10 ] |
| 3회           | 7월 28일        | 3일차                                           | 화랑의 언덕 → 경주 시내 투어                    | 빈칸                                            |        |
| 4회           | 8월 4일         | 경주 시내 투어 → 화랑의 언덕                    |                                                 | 빈칸                                            |        |
| 4회           | 8월 4일         | 4일차                                           | 화랑의 언덕 →구산해변                           |                                                 |        |
| 5회           | 8월 11일        | 4일차                                           | 구산해변                                        | 빈칸                                            |        |
| 5회           | 8월 11일        | 5일차                                           | 구산해변                                        | 빈칸                                            |        |
| 5회           | 8월 11일        | [ 13 ]                                          | 구산해변                                        | 빈칸                                            |        |
| 6회           | 8월 18일        | [ 14 ]                                          | 구산해변                                        | 빈칸                                            |        |
| 6회           | 8월 18일        | [ 15 ]                                          | 구산해변                                        | 빈칸                                            |        |
| 7회           | 8월 25일        |                                                 | 구산해변                                        | 빈칸                                            |        |
| 7회           | 8월 25일        | 6일차                                           | 구산해변 → 법흥계곡                             |                                                 |        |
| 8회           | 9월 1일         | 6일차                                           | 법흥계곡                                        | 빈칸                                            |        |
| 8회           | 9월 1일         | 7일차                                           | 법흥계곡                                        | 빈칸                                            |        |
| 9회           | 9월 8일         | 다시 만난 핑클                                  | 다시 만난 핑클                                  | 다시 만난 핑클                                  |        |
| 10회          | 9월 22일        | 다시 만난 핑클                                  | 다시 만난 핑클                                  | 다시 만난 핑클                                  |        |
| 10회          | 9월 22일        | 특별 이벤트 / 스포츠 오디세이 / 스페셜 스테이지 | 특별 이벤트 / 스포츠 오디세이 / 스페셜 스테이지 | 특별 이벤트 / 스포츠 오디세이 / 스페셜 스테이지 | [ 17 ] |
| 11회 (감독판) | 9월 29일        | 미방송분                                        | 미방송분                                        | 미방송분                                        |        |

### 스포츠 오디세이
- 사회자 : 이수근

| 팀별     | 구호 이름                     |
| -------- | ----------------------------- |
| 레드팀   | 항상~ 우리가 이길 거야~       |
| 화이트팀 | 우윳빛깔 성유리               |
| 블랙팀   | 새카맣게~ 태우자고! 약속해줘! |
| 블루팀   | 골반 리더 이진 만만세!        |

| 화이트팀 | 레드팀 | 블랙팀 | 블루팀 |
| -------- | ------ | ------ | ------ |
| 1등      | 2등    | 3등    | 4등    |

| 화이트팀 | 레드팀 | 블랙팀 | 블루팀 |
| -------- | ------ | ------ | ------ |
| 19개     | 19개   | 16개   | 10개   |

### 솔밭 노래방
| 선곡 제목                        | 아티스트 (원곡) | 노래           | 비고 |
| -------------------------------- | --------------- | -------------- | ---- |
| 〈이브의 경고〉                  | 박미경          | 핑클 완전체    |      |
| 〈그땐 그랬지〉                  | 카니발          | 이효리, 성유리 |      |
| 〈보라빛 향기〉                  | 강수진          | 이진           |      |
| 〈산다는 건 다 그런게 아니겠니〉 | 여행스케치      | 이효리         |      |
| 〈Hero〉                         | 머라이어 캐리   | 옥주현         |      |

### 그 시절 핑클 각자에게 보내는 말
| “ | 참 끼를 많이 숨기고 사느라 고생 많구나. 그 시간을 네가 현명하게 잘 보내고 시간이 지난 후 너의 날개를 확 펼쳐서 멋있게 날고, 옆에 있는 주현, 진, 유리에게 나중에 와서 후회하지 말고 지금 고맙고 사랑한다고 말하렴. | ” |
|   | — 이효리 |   |

| “ | 왜 이렇게 자제를 못했니. 그 시간이 없었다면 보내온 시간들에 대해서 칭찬할 것이지만 그래도 그땐 너무 과했다. | ” |
|   | — 옥주현 |   |

| “ | 아무 생각 없이 정말 열심히만 했지만 순수했던 너의 모습이 그립다. | ” |
|   | — 성유리                                                         |   |

| “ | 내가 얼마 전에 너의 콘서트 모습을 보고 정말 많이 놀랐다. 다시 한다면 좀 더 잘해줄 수 없겠니? | ” |
|   | — 이진                                                                                       |   |

## 시청률
최저 시청률과 최고 시청률은 시청률 조사회사와 지역별로 시청률에 차이가 있을 수 있습니다.
| 회차 | 방송일   | AGB 시청률     |
| 회차 | 방송일   | 대한민국(전국) |
| ---- | -------- | -------------- |
| 1    | 7월 14일 | 4.186%         |
| 2    | 7월 21일 | 4.608%         |
| 3    | 7월 28일 | 4.712%         |
| 4    | 8월 4일  | 3.468%         |
| 5    | 8월 11일 | 4.081%         |
| 6    | 8월 18일 | 3.901%         |
| 7    | 8월 25일 | 3.098%         |
| 8    | 9월 1일  | 3.381%         |
| 9    | 9월 8일  | 4.050%         |
| 10   | 9월 22일 | 4.028%         |
| 11   | 9월 29일 | 2.619%         |

## 결방 사유
- 2019년 9월 15일 : 추석특집 《고민을 입력하세요 - GOSTOP》 편성 관계로 결방.

## 참고 사항
- 핑클이 14년만에 완전체로서 출연하는 프로그램이다.
- 본 프로그램의 타이틀 곡은 홍혜림의 〈여긴 숲〉이다.
- 핑클 멤버들 가운데 결혼을 한 멤버는 이효리, 이진, 성유리이고, 옥주현은 아직 미혼이다.
- 방송 이후에 수련원 시설 사유지를 캠핑장으로 이용할 수 있으나, 운영 재정비 기간에는 시설 관리자 허가를 받지 못하는 경우도 있다.
- 이 프로그램의 연출을 맡은 마건영 PD와 윤신혜 작가는 본 프로그램의 방송 전 이효리가 출연한 효리네 민박을 담당한 바 있다.
- 방송 직후 5% 안팎의 자체 최고 시청률을 기록하였다.[18]
- 현재까지 촬영했던 여행지로는 강원 인제 원대리 자작나무숲, 전남 신안 우전해변, 충남 태안 신두리 해안시구, 인천 소래 습지 생태공원 등이 있다.
- 한국관광공사에서[19] 2019년 8월 26일부터 9월 15일까지 캠핑클럽 사진전을 개최하였다.
- 2019년 9월 12일과 9월 13일은 캠핑클럽 몰아보기 방송분으로 편성되었다.
- 〈핑클과 팬들의 특별한 만남〉은 당초 2019년 9월 7일에 열릴 예정이었으나, 제13호 태풍 링링의 여파로 인하여, 일주일 간 보류되다가 9월 14일로 연기되어 해당 날짜에 열게 되었고 공연에는 핑클 팬들 100명이 참석하였다.
- 14년 만에 디지털 싱글의 신곡 〈남아있는 노래처럼〉을 2019년 9월 22일에 발매하였다.
- 한국갤럽조사연구소에서는 본 프로그램을 2019년 8월 한국인이 좋아하는 TV 프로그램 14위로 선정하였다.
- 한국기업평판연구소에서는 본 프로그램을 2019년 9월 예능 프로그램 브랜드 평판 3위로 선정하였다.
- CJ ENM에서는 본 프로그램을 2019년 9월 4주(9월 23일 ~ 9월 29일) 콘텐츠 영향력 지수(CONTENT POWER INDEX) 비드라마 종합 순위 1위로 선정했으며, 252.2점을 받았다고 한다.

## 같이 보기
- 갬성캠핑 (스핀오프작)